# Делвино (Кырджалийская область)
Делвино (болг. Делвино) — село в Болгарии. Находится в Кырджалийской области, входит в общину Кирково. Население составляет 195 человек.

## Политическая ситуация
В местном кметстве Делвино, в состав которого входит Делвино, должность кмета (старосты) исполняет Ерол Билал Ахмед (Граждане за европейское развитие Болгарии (ГЕРБ)) по результатам выборов.
Кмет (мэр) общины Кирково — Шукран Кязим Идриз (Движение за права и свободы (ДПС)) по результатам выборов.